# Testudinoïdeus
Els testudinoïdeus (Testudinoidea) constitueixen una superfamília del subordre dels criptodirs.